# Andromba
Andromba is een plaats en commune in het oosten van Madagaskar, behorend tot het district Ambatondrazaka, dat gelegen is in de regio Alaotra-Mangoro. Tijdens een volkstelling in 2001 telde de plaats 3.400 inwoners.
De plaats biedt enkel lager onderwijs aan. 42 % van de bevolking werkt als landbouwer, 6 % houdt zich bezig met veeteelt en 52 % verdient zijn brood als visser. De belangrijkste landbouwproducten zijn rijst en pinda's; ander belangrijk product is maniok.